# Mehedința
Mehedința – wieś w Rumunii, w okręgu Prahova, w gminie Podenii Noi. W 2011 roku liczyła 503 mieszkańców.